# Buidelmees
De buidelmees (Remiz pendulinus) is een zangvogel. Anders dan zijn naam doet vermoeden, behoort de buidelmees niet tot de echte mezen (Paridae), maar tot een aparte familie van de buidelmezen (Remizidae).

## Kenmerken
De rug is gedeeltelijk roodbruin, terwijl de onderzijde vaalwit is. De kop is lichtgrijs met een opvallend zwart gezichtsmasker. De poten zijn zwart. De snavel is dun en spits. De lichaamslengte bedraagt 11 cm.

## Leefwijze
De vogel houdt zich op in loofbossen en struikgewas in de buurt van rivieren, plassen en meren, met een voorkeur voor bomen met lange afhangende takken zoals wilg en berk. Men kan de vogel, als men geluk heeft, behendig door de struiken en langs boomstammen zien buitelen. Zijn voedsel bestaat uit insecten, larven en eitjes.
- Een foeragerende buidelmees

## Voortplanting
De buidelmees dankt zijn naam aan het soort nest dat hij bouwt. Het nest heeft namelijk veel weg van een buidel en heeft aan de zijkant een buisvormige ingang. Het bevindt zich vaak aan een tak boven het water. Het nest van de buidelmees bevat vijf tot acht eieren die gedurende twee weken bebroed moeten worden. Na drie weken vliegen de jongen uit.

## Verspreiding en leefgebied
Deze soort komt voornamelijk voor in rietwouden en struiken langs rivieren en telt vier ondersoorten:
- R. p. pendulinus: van Europa tot het Oeralgebergte, de Kaukasus en westelijk Turkije. De Europese ondersoort overwintert voornamelijk in het zuiden en zuidoosten van het continent, maar bijvoorbeeld ook in België is dat soms het geval.[3]
- R. p. menzbieri: van zuidelijk en oostelijk Turkije en Syrië tot Armenië en noordwestelijk Iran.
- R. p. caspius (Kaspische buidelmees[3]): zuidwestelijk Rusland en noordwestelijk Kazachstan. In 2015 werd de ondersoort ook in West-Europa, meer bepaald België, waargenomen.[3]
- R. p. jaxarticus: van het oostelijk Oeralgebergte tot westelijk Siberië en noordelijk Kazachstan.

## Status in Nederland en Vlaanderen
In 1962 werd in Nederland voor het eerst een nest van deze vogel gevonden in de Biesbosch. Pas drie jaar later volgde een echte zichtwaarneming. Daarna bleek de vogel te broeden op diverse locaties in Friesland, Noordwest Overijssel, Flevoland en het rivierengebied. De populatie bereikte in de periode 1991-1993 haar hoogtepunt, met rond de 225 paar. Volgens SOVON daalde daarna het aantal broedparen in snel tempo en in 2019 werd het aantal broedparen geschat op nog maar 15-30. De buidelmees is in 2016 als gevoelig op de Nederlandse Rode Lijst gezet. Deze zangvogel staat op de Vlaamse Rode Lijst als ernstig bedreigd. De buidelmees staat als niet bedreigd op de internationale Rode Lijst van de IUCN.